# Walter Schlee (Drehbuchautor)
Walter Schlee, gebürtig Walter Schlesinger (* 15. Dezember 1894 in Kempen, Kreis Kempen in Posen; † 9. Februar 1964 in Lugano, Schweiz) war ein deutscher Drehbuchautor.

## Leben
Walter Schlee, ursprünglich Schlesinger, war ein Sohn des Arztes Eduard (Elkan) Schlesinger (1859–1932) und seiner Frau Bianka geb. Mendelsohn (1871–1942), die in Treblinka ermordet wurde. Sein jüngerer Bruder war der Grafiker Hans Schleger.
Schlee legte 1929 sein erstes Drehbuch vor. Bis 1933 arbeitete Schlee mit seinem Kollegen Walter Wassermann zusammen. Das Duo lieferte in diesem Zeitraum die Drehbücher zu zahlreichen Filmkomödien.
Die „Machtergreifung“ der Nationalsozialisten beendete Schlees Karriere in Deutschland. Er emigrierte in die Niederlande, wo er anfangs für das dortige Kino seine Arbeit als Drehbuchautor fortsetzen konnte. 1937 ging er nach London, wo er im darauffolgenden Jahr mit Pebbles in the Stream seinen ersten Roman fertigstellen konnte, der im März 1939 erschien. Sein nächstes Buch hieß Isn‘t Life Wonderful?. 1940 wurde der Jude Schlee/Schlesinger von Deutschlands Nationalsozialisten ausgebürgert. Nach dem Krieg lebte er bis zu seinem Tod im schweizerischen Lugano.
Schlee war seit 1936 mit der niederländischen Schauspielerin Margot 'Dolly' Mollinger (1911–2004) verheiratet.

## Filmografie
- 1927: Weingeister (Regie)[2]
- 1929: Gefahren der Brautzeit
- 1929: Möblierte Zimmer
- 1930: Heute nacht – eventuell
- 1930: Zweimal Hochzeit
- 1930: Ein Walzer im Schlafcoupé
- 1930: Pension Schöller
- 1930: 1000 Worte Deutsch
- 1930: Die blonde Nachtigall
- 1931: Une nuit au paradis
- 1931: Kasernenzauber
- 1931: Schneider Wibbel
- 1931: So'n Windhund
- 1931: Die Fremde
- 1931: Aschermittwoch
- 1931: Arme, kleine Eva
- 1931: Der wahre Jakob
- 1931: Die Liebesfiliale
- 1931: Der ungetreue Eckehart
- 1931: Die Blumenfrau von Lindenau
- 1932: Mein Freund, der Millionär
- 1932: Eine Nacht im Paradies
- 1932: Ja, treu ist die Soldatenliebe
- 1932: Traum von Schönbrunn
- 1932: Das Testament des Cornelius Gulden
- 1932: Die Unschuld vom Lande
- 1932: Flucht nach Nizza
- 1933: Sag' mir, wer Du bist
- 1935: Het Leven is niet zo kwaad
- 1935: De Suikerfreule
- 1935: Das Geheimnis der Mondscheinsonate (Het mysterie van de Mondscheinsonate)
- 1936: Jonge harten
- 1936: Zomerzotheid
- 1936: Komödie ums Geld (Komedie om Geld)